# 人間を被る
「人間を被る」（にんげんをかぶる）は日本のロックバンドDIR EN GREYの楽曲で、メジャー29枚目のシングル。2018年4月25日にリリースされた。

## 概要
- 2018年4月からスタートした国内ライブツアー『TOUR18 真世界』にて先行披露されている楽曲。プロモーション用に短縮されたバージョンは4月20日にNHK-FM「ミュージックライン」にてDieがゲストとして出演した際にオンエアされた。またリリース当日にiTunes Storeでも表題曲のみの配信が開始された。
- 次期アルバムを見据えての曲作りを2017年から行っており、その制作中の楽曲からシングルとして出すことになったのがこの楽曲である。9thアルバム『ARCHE』からの流れを汲み、以前のようにどんどん付け足して長尺にはせず、無駄を間引いて、如何にコンパクトに凝縮させて聞かせるかという方向性を意識している[2]。
- ミキシングは表題曲「人間を被る」をONE OK ROCKやBring Me the Horizonなどの楽曲を手掛けるダン・ランカスター、「Ash」をベストアルバム『VESTIGE OF SCRATCHES』の再録曲「THE IIID EMPIRE」を手掛けたジェイ・ラストンが担当している。全曲のマスタリングをマイケル・ジャクソンやマドンナなどを手掛けたブライアン・ガードナーが担当している[3]。録りの段階でドラムは今までアタック重視でドンシャリ気味だったのを、中音域が野太くなるようにして全体の重心が下がるように改善している[4]。
- 京発案によるジャケットのアートワークはMVの一場面を切り取ったもので、「違う人間になりたい人たち」というイメージが基になっている[4]。メンバー5人が囲う円テーブル上のカプセルに密閉されている人物が完全生産限定盤では細身の男性・肥満体の男性が一緒に居り、初回生産限定盤では細身の男性のみ、通常盤では肥満体の男性のみとなっている。
- 本シングルの発売記念特別コマーシャルには猫ひろしを起用している[5]。駅のポスターやウェブサイトでの広告に於いても同様のプロモーションを展開している。
- MVにはカプセルに密閉されている男性が輪切りにされ、断面が見えるシーンがある。その該当シーンに規制が掛かっているバージョンはYoutubeにて公開され、無規制バージョンはiTunes Storeにて配信されている。
- 完全生産限定盤・初回生産限定盤には一連の過去アルバムのリバイバルツアー内で披露された『ARCHE』楽曲群のライブの模様と、「人間を被る」のレコーディング風景・メンバーへのインタビュー映像が収録されている。
- 初週で13,913枚を売り上げ、オリコン週間シングルチャートでは5位を獲得[6]。週間チャートでのトップ10入りは「SUSTAIN THE UNTRUTH」以来、4年ぶり。

## 収録曲
Disc 1
1. 人間を被る
作詞:京　作曲・編曲:DIR EN GREY
薫原曲。元々はプリプロ段階で新曲の一つ「谿壑の欲」に付いていたリフを練り直して作っていったと薫は語っている。「世間一般・多数派の常識・正義」を『人間』と定義し、それに対して懐疑的な視点から歌詩が書かれている。
極限までシンプルに削ぎ落したリフではあるが、ドラムの音数に関してはShinya曰くデモの段階で既に普通のビートではなく、この楽曲に関してはそういった方向性にはなかなか行かなかったという。
2. Ash
作詞:京　作曲:Die&薫　編曲:DIR EN GREY
オムニバスアルバム『Behind the Mask vol.2』、インディーズ時代のPV集『「楓」〜if trans…〜』、6thシングル「脈」のカップリングに続いて、今回のリアレンジが4度目のレコーディングである。ベストアルバム『VESTIGE OF SCRATCHES』で再録候補曲から漏れたものの一つでもある。そのため『THE UNRAVELING』までにあったようなリアレンジの臨み方はしていないとToshiyaは語っている。
7弦ギターでの構成になり、原曲に比べ曲の尺は短くなっている。しかし、ベースに関しては4弦ベースでプレイされており、チューニングもレギュラーチューニングである事から、この曲に関してはギター陣とベースのチューニングは統一されていない。歌詞は大幅に変更されており、サビの後半のメロディも新たなものに変わっている。
長らくライブにて披露されていなかったものの、DieとShinyaは以前のレコーディングの風景をよく覚えているという。
3. 詩踏み [LIVE]
2017年10月12日、 Zepp Tokyoのライブにて披露されたもの。
1年半に渡る過去アルバムのリバイバルツアーの過程で、モニターから流れるクリックを廃して演奏するようになり、原曲に比べテンポ感が変わってきたため収録されることになったという。

Disc 2【DVD】（初回生産限定盤）
1. Un deux
TOUR16-17 FROM DEPRESSION TO ________ [mode of 鬼葬]
2016.11.08 CLUB CITTA’ [FEMALE LIMITED] -｢a knot｣ & ONLINE only-
2. Revelation of mankind
TOUR16-17 FROM DEPRESSION TO ________ [mode of UROBOROS]
2017.02.10 東京国際フォーラム・ホールA
3. Sustain the untruth
TOUR16-17 FROM DEPRESSION TO ________ [mode of Withering to death.]
2017.10.12 Zepp Tokyo -｢a knot｣ & ONLINE only- (追加公演)

＜IN-STUDIO FOOTAGE＞
1. 人間を被る (Scenes From Recording)

Disc 2【Blu-ray or DVD】（完全生産限定盤）
1. Chain repulsion
TOUR14 PSYCHONNECT -mode of “GAUZE”?-
2014.08.30 新木場STUDIO COAST (追加公演)
2. 禍夜想
TOUR16-17 FROM DEPRESSION TO ________ [mode of VULGAR]
2016.07.01 新木場STUDIO COAST
3. Phenomenon
TOUR16-17 FROM DEPRESSION TO ________ [mode of DUM SPIRO SPERO]
2016.09.23 ホクト文化ホール
4. Un deux
TOUR16-17 FROM DEPRESSION TO ________ [mode of 鬼葬]
2016.11.08 CLUB CITTA’ [FEMALE LIMITED] -｢a knot｣ & ONLINE only-
5. Revelation of mankind
OUR16-17 FROM DEPRESSION TO ________ [mode of UROBOROS]
2017.02.10 東京国際フォーラム・ホールA
6. Midwife
TOUR16-17 FROM DEPRESSION TO ________ [mode of THE MARROW OF A BONE]
2017.04.18 Zepp Nagoya
7. 鱗
TOUR16-17 FROM DEPRESSION TO ________ [mode of MACABRE]
2017.07.26 中野サンプラザ
8. Sustain the untruth
TOUR16-17 FROM DEPRESSION TO ________ [mode of Withering to death.]
2017.10.12 Zepp Tokyo -｢a knot｣ & ONLINE only- (追加公演)

＜IN-STUDIO FOOTAGE＞
1. 人間を被る (Scenes From Recording)